# Stacey Blumer
Stacey Jill Blumer-Evans (* 11. Dezember 1969 in Altus, Oklahoma) ist eine ehemalige US-amerikanische Freestyle-Skierin. Sie war weitgehend auf die Disziplin Aerials (Springen) spezialisiert. Die mehrfache US-Meisterin nahm einmal an Olympischen Spielen teil und gewann 1996/97 den Freestyle-Gesamtweltcup.

## Biografie
Stacey Blumer gewann 1988 ihren ersten von drei US-Meistertiteln in der Freestyle-Kombination. Anfang Dezember 1990 gab sie im Springen von La Plagne ihr Debüt im Freestyle-Skiing-Weltcup. Sie beendete ihre erste Saison als Elfte der Aerials-Wertung. Gegen Ende ihres zweiten Weltcup-Winters startete Blumer erstmals auch in den anderen Disziplinen. Ihren ersten Podestplatz erreichte sie als Dritte in der Kombination von Altenmarkt-Zauchensee, in der Kombinationswertung kam sie daraufhin auf Rang fünf. 
Im Dezember 1992 musste sich Blumer in Piancavallo nur Lina Cheryazova geschlagen geben und belegte damit den ersten Podestplatz in ihrer Paradedisziplin Aerials. Nach eher durchwachsenen Weltcup-Ergebnissen wurde sie bei ihren ersten Weltmeisterschaften in Zauchensee 15. Nach Verletzungspause und Verpassen der Olympischen Winterspiele von Lillehammer erreichte sie bei den Weltmeisterschaften 1995 in La Clusaz Platz 14. In der darauffolgenden Saison gelangen ihr drei Podestplätze, was mit Disziplinenrang sechs ein Karrierehoch bedeutete. 1996/97 gewann sie dank zusätzlicher Punkte im Ballett vor der punktgleichen Jelena Batalowa den Gesamtweltcup und konnte damit ihren mit Abstand größten Karriereerfolg verbuchen. Bei den Weltmeisterschaften in Iizuna Kōgen kam sie nicht über Rang 18 hinaus. Ende Januar 1998 sicherte ein Schiedsgericht Blumer ihre Aufnahme in den US-Olympiakader, nachdem sie zwar die Qualifikationskriterien nicht erfüllt, ihr aber von Cheftrainer Wayne Hilterbrand einer von drei freien Quotenplätzen verwehrt worden war. Bei den Spielen belegte sie danach Rang 20. Im folgenden März hatte sie ihre letzten Auftritte im Weltcup.
Stacey Blumer lebte während ihrer aktiven Laufbahn in Greenwich, Connecticut. An der University of Vermont erwarb sie sich einen Abschluss in Business. Nach dem Karriereende erkrankte sie an rheumatoider Arthritis und engagierte sich in Fundraising-Projekten gegen die Krankheit.

## Erfolge

### Olympische Spiele
- Nagano 1998: 20. Aerials

### Weltmeisterschaften
- Altenmarkt-Zauchensee 1993: 15. Aerials
- La Clusaz 1995: 14. Aerials
- Nagano 1997: 18. Aerials

### Weltcupwertungen
| Saison  | Gesamt | Gesamt | Aerials | Aerials | Ballett | Ballett | Kombination | Kombination |
| Saison  | Platz  | Punkte | Platz   | Punkte  | Platz   | Punkte  | Platz       | Punkte      |
| ------- | ------ | ------ | ------- | ------- | ------- | ------- | ----------- | ----------- |
| 1990/91 | 34.    | 4      | 11.     | 38      | –       | –       | –           | –           |
| 1991/92 | 34.    | 3      | 18.     | 11      | –       | –       | 5.          | 15          |
| 1992/93 | 29.    | 72     | 11.     | 432     | –       | –       | –           | –           |
| 1993/94 | 62.    | 32     | 24.     | 252     | –       | –       | –           | –           |
| 1994/95 | 41.    | 56     | 14.     | 448     | –       | –       | –           | –           |
| 1995/96 | 18.    | 83     | 6.      | 744     | –       | –       | –           | –           |
| 1996/97 | 1.     | 100    | 8.      | 592     | 22.     | 156     | –           | –           |
| 1997/98 | 39.    | 54     | 12.     | 324     | –       | –       | –           | –           |

### Nor-Am Cup
- 1 Sieg:

| Datum             | Ort      | Land | Disziplin |
| ----------------- | -------- | ---- | --------- |
| 17. Dezember 1994 | Snowbird | USA  | Aerials   |

### Weitere Erfolge
- 7 US-amerikanische Meistertitel im Freestyle-Skiing (u. a. Kombination 1988, 1993 und 1996)[2]

## Auszeichnungen
- 1988, 1993 und 1996: Hart Cup Award
- 1997: The Meeker Award[4]